# Sárgatorkú lombjáró
A sárgatorkú lombjáró (Setophaga dominica)  a madarak osztályának verébalakúak (Passeriformes) rendjébe és az újvilági poszátafélék (Parulidae) családjába tartozó faj.

## Rendszerezése
A fajt Carl von Linné svéd természettudós írta le 1766-ban, a Motacilla nembe Motacilla dominica néven. Sokáig a Dendroica nembe sorolták Dendroica dominica néven.

## Alfajai
- Setophaga dominica albilora (Ridgway, 1873)
- Setophaga dominica dominica (Linnaeus, 1766)
- Setophaga dominica stoddardi (Sutton, 1951)[2]

## Előfordulása
Kanada, az Amerikai Egyesült Államok, Mexikó, Anguilla, Antigua és Barbuda, a Bahama-szigetek, Barbados,  Belize, a Kajmán-szigetek, Kolumbia, Costa Rica, Kuba, a Dominikai Közösség, a Dominikai Köztársaság, Guadeloupe, Guatemala, Haiti, Honduras, Jamaica, Martinique, Saint Vincent és a Grenadine-szigetek,  Montserrat, Nicaragua, Panama, Puerto Rico, Saint Kitts és Nevis, Saint Lucia, Saint-Pierre és Miquelon, a Turks- és Caicos-szigetek, az Amerikai Virgin-szigetek, a Brit Virgin-szigetek, Salvador és Francia Polinézia területén honos. 
Természetes élőhelyei a mérsékelt övi erdők és szubtrópusi vagy trópusi síkvidéki esőerdők, mangroveerdők és cserjések, folyók és patakok környékén, valamint szántóföldek, vidéki kertek és városi régiók. Vonuló faj.

## Megjelenése
Testhossza 14 centiméter, szárnyfesztávolsága 21 centiméter, testtömege 7–11 gramm.
|  |

## Életmódja
Főleg rovarokkal és más ízeltlábúakkal táplálkozik.

## Természetvédelmi helyzete
Az elterjedési területe rendkívül nagy, egyedszáma pedig növekszik. A Természetvédelmi Világszövetség Vörös listáján nem fenyegetett fajként szerepel.